# معرفة القراء الكبار على الطبقات والأعصار (كتاب)
معرفة القراء الكبار على الطبقات والأعصار، كتاب من تأليف محمد بن أحمد بن عثمان بن قايماز  الذهبي، في طبقات القراء، ابتدأ فيها المؤلف تراجم القراء بدءا من الخليفة عثمان بن عفان إلى عصر الذهبي، وقد أبان بنفسه عن موضوع الكتاب فقال: «أما بعد، فهذا كتاب فيه معرفة المشهورين من القراء الأعيان، أولي الإسناد والإتقان، والتقدم في البلدان على الطبقات والأزمان، والله تعالى المستعان».وقد قسم الذهبي كتابه إلى 18 طبقة.

## موضوع الكتاب
علم طبقات القراء فرع من فروع علم التاريخ، يعنى بالترجمة للقراء من عصر الصحابة فمن بعدهم حتى عصور المصنفين، يذكر فيه ترجمة القارئ وشيوخه وتلاميذه ومؤلفاته ونحو ذلك مما يتعلق بترجمته، وقد صنفت فيه مصنفات جليلة، ومن أجل تلك المصنفات كتاب، وهذا الكتاب في طبقات القراء، ابتدأ فيها المؤلف تراجم القراء بدءا من الخليفة عثمان بن عفان رضي الله عنه إلى عصر الذهبي، وقد أبان بنفسه عن موضوع الكتاب فقال: «أما بعد، فهذا كتاب فيه معرفة المشهورين من القراء الأعيان، أولي الإسناد والإتقان، والتقدم في البلدان على الطبقات والأزمان، والله تعالى المستعان».  وقد قسم الذهبي كتابه إلى 18 طبقة.

## سنة تأليف الكتاب
ذكر المؤلف أنه انتهى من تأليفه سنة 730هـ حيث قال في آخر الكتاب: «الحمد لله حمد الشاكرين، وأحمده بجميع محامده، وصلواته على محمد وآله، كلما ذكره الذاكرون، وكلما سها عنه الغافلون، نجز بعون الله تعالى، في يوم الخميس ثالث عشر شهر رمضان المعظم قدره، من شهور سنة سبع وثلاثين وثمانمائة، كتبه محمد بن سعد أصلح الله شأنه وصانه عما شانه».

## موضوعات الكتاب
- الطبقة الأولى: الذين عرضوا على رسول الله صلى الله عليه وسلم.
- الطبقة الثانية: وهم الذين عرضوا على بعض الصحابة.

- الطبقة الثالثة: التابعون.
- الطبقة الرابعة: بدأها بترجمة أبي عمرو بن العلاء، وختمها بترجمة إسماعيل بن جعفر بن أبي كثير الأنصاري.
- الطبقة الخامسة: بدأها بترجمة وهب بن واضح، وختمها بترجمة عبيد الله بن موسى العبس.
- الطبقة السادسة: بدأها بترجمة القاسم بن سلام أبو عبيد الأنصاري، وختمها بترجمة محمد بن يزيد بن رفاعة.
- الطبقة السابعة: بدأها بترجمة إسحاق بن أحمد بن إسحاق بن نافع، وختمها بترجمة محمد بن هارون بن نافع.
- الطبقة الثامنة: بدأها بترجمة أبو بكر الداجوني، وختمها بترجمة عمر بن بنان أبو محمد البغدادي.
- الطبقة التاسعة: بدأها بترجمة عبد الله بن الحسين بن حسنون، وختمها بترجمة الهيثم بن أحمد بن محمد بن سلمة أبو الفرج.
- الطبقة العاشرة: بدأها بترجمة فارس بن أحمد بن موسى بن عمران أبو الفتح، وختمها بترجمة محمد بن عبد الله بن عبيد الله أبو الحسين البغدادي.
- الطبقة الحادية عشرة: بدأها بترجمة نصر بن عبد العزيز بن أحمد بن نوح الفارسي، وختمها بترجمة أحمد بن عثمان بن سعيد الشيخ.
- الطبقة الثانية عشرة: بدأها بترجمة يحيى بن علي بن الفرج الأستاذ أبو الحسين المصري، وختمها بترجمة عمر بن عبد الله أبو حفص الحربي.
- الطبقة الثالثة عشرة: بدأها بترجمة علي بن محمد بن علي بن هذيل الإمام، وختمها بترجمة علي بن عباس بن أحمد بن مظفر.
- الطبقة الرابعة عشرة: بدأها بترجمة القاسم بن فيرة بن خلف بن أحمد، وختمها بترجمة محمد بن محمود بن محمد بن حمزة.
- الطبقة الخامسة عشرة: بدأها بترجمة علي بن محمد بن عبد الصمد، وختمها بترجمة عبد الصمد بن أحمد بن عبد القادر.
- الطبقة السادسة عشرة: بدأها بترجمة أبو عبد الله الفاسي، وختمها بترجمة يحيى بن أحمد بن عبد العزيز.
- الطبقة السابعة عشرة: بدأها بترجمة محمد بن إسرائيل الإمام، وختمها بترجمة الشيخ المقرئ أبو عمرو عثمان بن سيف القواس.
- الطبقة الثامنة عشرة: بدأها بترجمة أبو بكر بن محمد بن القاسم، وختمها بترجمة محمد بن إبراهيم.

## منهجه في الكتاب
- رتبه على الطبقات، وجعله في 18 طبقة بدءا بالصحابة وانتهاء بعصره.
- كان يترجم للقارئ، ولبعض مشايخه وبعض تلاميذه.
- كان يهتم عند إيراد الترجمة بما له علاقة بالقراءة والقراءات، فلا يورد كل شيء، يقول هو بعد الانتهاء من الطبقة الأولى: «اقتصرت على هؤلاء السبعة -y-، واختصرت أخبارهم، فلو سقتها كلها لبلغت خمسين كراسا».[3][4]

## أهمية الكتاب ومكانته
لا شك أن الكتاب فريد في بابه، ويحظى بالأهمية بين مثيلاته، لا سيما وأن كتب طبقات القراء قد تم تأليفها مبكرا، ومما يبين أهمية كتاب الذهبي أنه نقل عن بعض الكتب المفقودة، مثل كتاب: طبقات القراء لأبي عمرو الداني، ويعد كتاب الذهبي أول المصدرين الكبيرين المهمين في هذا الباب، والمصدر الثاني هو كتاب: «غاية النهاية في طبقات القراء لابن الجزري»  وقد قال ابن الجزري عن الكتاب: «وأحسن في تأليف طبقات القراء».

## طبعات وتحقيق الكتاب
- طبعة مؤسسة الرسالة، بتحقيق بشار عواد معروف، وشعيب الأرناؤوط، وصالح مهدي عباس، نشرت عام 1408هـ.
- طبعة إسطانبول بتحقيق: د.طيار آلتي قولاج.
- طبعة دار الكتب العلمية، منشورة عام 1417هـ.